# Randujalak
Randujalak is een bestuurslaag in het regentschap Probolinggo van de provincie Oost-Java, Indonesië. Randujalak telt 1931 inwoners (volkstelling 2010).